# 1984年の日本シリーズ
1984年の日本シリーズ（1984ねんのにっぽんシリーズ、1984ねんのにほんシリーズ）は、1984年（昭和59年）10月13日から10月22日まで行われたセ・リーグ優勝チームの広島東洋カープとパ・リーグ優勝チームの阪急ブレーブスによる35回目のプロ野球日本選手権シリーズである。

## 概要
上田利治監督率いる阪急ブレーブスと古葉竹識監督率いる広島東洋カープの対決（1975年以来）となった1984年の日本シリーズは、広島が4勝3敗で勝利し4年ぶり3度目の日本一を決めた。なお、両チームのシーズン成績は75勝45敗10分と全く同じであった。
東海地方以西の球団同士の日本シリーズは1954年、1964年、1975年、1979年、1980年に次いで6回目となった。
なお、広島はこの年の日本シリーズを最後に日本一から遠ざかるともに、現行の12球団では唯一、元号が平成、令和を通じ日本一になっていない。また、2009年から本拠地をMAZDA Zoom-Zoom スタジアム広島に移すため、初代・広島市民球場での日本一はこの年が最後となった。

## 試合結果
| 日付                                 | 試合   | ビジター球団（先攻） | スコア   | ホーム球団（後攻） | 開催球場     |
| ------------------------------------ | ------ | -------------------- | -------- | ------------------ | ------------ |
| 10月13日（土）                       | 第1戦  | 阪急ブレーブス       | 2 - 3    | 広島東洋カープ     | 広島市民球場 |
| 10月14日（日）                       | 第2戦  | 阪急ブレーブス       | 5 - 2    | 広島東洋カープ     | 広島市民球場 |
| 10月15日（月）                       | 移動日 | 移動日               | 移動日   | 移動日             | 移動日       |
| 10月16日（火）                       | 第3戦  | 広島東洋カープ       | 8 - 3    | 阪急ブレーブス     | 阪急西宮球場 |
| 10月17日（水）                       | 第4戦  | 雨天中止             | 雨天中止 | 雨天中止           | 阪急西宮球場 |
| 10月18日（木）                       | 第4戦  | 広島東洋カープ       | 3 - 2    | 阪急ブレーブス     | 阪急西宮球場 |
| 10月19日（金）                       | 第5戦  | 広島東洋カープ       | 2 - 6    | 阪急ブレーブス     | 阪急西宮球場 |
| 10月20日（土）                       | 移動日 | 移動日               | 移動日   | 移動日             | 移動日       |
| 10月21日（日）                       | 第6戦  | 阪急ブレーブス       | 8 - 3    | 広島東洋カープ     | 広島市民球場 |
| 10月22日（月）                       | 第7戦  | 阪急ブレーブス       | 2 - 7    | 広島東洋カープ     | 広島市民球場 |
| 優勝：広島東洋カープ（4年ぶり3回目） |        |                      |          |                    |              |

### 第1戦
10月13日：広島市民球場（入場者：28863人）
|      | 1 | 2 | 3 | 4 | 5 | 6 | 7 | 8 | 9 | R | H | E |
| ---- | - | - | - | - | - | - | - | - | - | - | - | - |
| 阪急 | 0 | 0 | 1 | 1 | 0 | 0 | 0 | 0 | 0 | 2 | 7 | 1 |
| 広島 | 0 | 0 | 1 | 0 | 0 | 0 | 0 | 2 | X | 3 | 6 | 1 |

1. 急：山田（8回）
2. 広：山根（7回）、小林（2回）
3. 勝利：小林（1勝）
4. 敗戦：山田（1敗）
5. 本塁打
急：福原1号ソロ（3回・山根）
広：長嶋1号2ラン（8回・山田）
6. 審判
［球審］福井
［塁審］前川（一）、平光（二）、大野（三）
［外審］井上（左）、藤本（右）
7. 試合時間：2時間40分

先発は広島が山根和夫、阪急が山田久志。
阪急が3回表、福原峰夫の1号本塁打で先制。広島はその裏、山本浩二の左前適時打で1-1の同点とする。阪急は4回表、二死から小林晋哉が左前安打で出塁し次打者の藤田浩雅の打席で盗塁したが、広島の捕手達川光男の二塁への送球が小林の体に当たりボールが左前に転がる間に小林が一気に本塁へ生還し、2-1と勝ち越す。
1点を追う広島は8回裏、先頭の山崎隆造が遊撃手弓岡敬二郎のエラーで出塁。1死後、山本浩が遊撃ゴロを打ち併殺と思われたが、送球を受けた二塁手の福原が一塁へ悪送球し、2死一塁と走者が残る。ここで長嶋清幸が左翼ポール際へ1号2点本塁打を打ち、3-2と逆転した。打球が上がった瞬間、山田は「完全に打ち取った」と確信しベンチへ戻りかけ長嶋も「外角球に詰まった。ダメ」と観念したが、打球は右翼から左翼へ流れる風に乗って伸びていき、これを左翼手の福本豊がフェンスによじ登って捕球しようとしたが、左翼席最前列に飛び込む本塁打となった。
広島は8回表から登板した小林誠二が9回も阪急の攻撃を0点に抑え、3-2で勝利。小林は西武ライオンズ在籍時の1982年に中日ドラゴンズとの日本シリーズで勝利投手となっており、シリーズ史上初めてセ・パ両リーグでの勝利投手となった。
公式記録関係（日本野球機構ページ）

### 第2戦
10月14日：広島市民球場（入場者：31289人）
|      | 1 | 2 | 3 | 4 | 5 | 6 | 7 | 8 | 9 | R | H  | E |
| ---- | - | - | - | - | - | - | - | - | - | - | -- | - |
| 阪急 | 0 | 0 | 0 | 0 | 0 | 0 | 0 | 0 | 5 | 5 | 10 | 0 |
| 広島 | 1 | 0 | 1 | 0 | 0 | 0 | 0 | 0 | 0 | 2 | 7  | 2 |

1. 急：今井（7回）、山沖（2回）
2. 広：北別府（8回1/3）、小林（0回2/3）
3. 勝利：山沖（1勝）
4. 敗戦：北別府（1敗）
5. 本塁打
急：簑田1号ソロ（9回・北別府）
6. 審判
［球審］藤本
［塁審］井上（一）、前川（二）、平光（三）
［外審］五十嵐（左）、岡田功（右）
7. 試合時間：3時間15分

広島は北別府学、阪急は今井雄太郎が先発。
広島は1回裏長嶋の押し出し四球で1-0と先制し、3回裏に山本浩の適時二塁打で1点追加し、2-0とする。
阪急は広島先発・北別府に8回まで4安打に抑えられていたが、9回に一気に5点あげて逆転した。まず先頭の簑田浩二の1号本塁打で1点返し、1死から松永浩美が中前安打。ここで広島ベンチからコーチの田中尊がマウンドに向かうが、北別府は続投。すると小林晋も安打で続き1死1、2塁の好機。ここで中沢伸二の代打・村上信一が右翼線へ適時二塁打を打ち、阪急は2-2の同点に追いつく。広島はここで北別府から小林へ継投するが、阪急はその代わり端に福原が左前適時打を打ち3-2と逆転、さらに2死から福本の二点適時打で5-2と点差を広げた。
阪急が8回裏から登板した山沖之彦が5-2で勝利し、1勝1敗のタイとなった。
公式記録関係（日本野球機構ページ）

### 第3戦
10月16日：阪急西宮球場（入場者：19022人）
|      | 1 | 2 | 3 | 4 | 5 | 6 | 7 | 8 | 9 | R | H  | E |
| ---- | - | - | - | - | - | - | - | - | - | - | -- | - |
| 広島 | 0 | 1 | 4 | 2 | 0 | 0 | 1 | 0 | 0 | 8 | 12 | 0 |
| 阪急 | 0 | 0 | 2 | 0 | 0 | 1 | 0 | 0 | 0 | 3 | 8  | 0 |

1. 広：川口（9回）
2. 急：佐藤義（3回1/3）、宮本（1回2/3）、谷村（2回）、谷（2回）
3. 勝利：川口（1勝）
4. 敗戦：佐藤義（1敗）
5. 本塁打
広：山本浩1号ソロ（2回・佐藤義）、長嶋2号満塁（3回・佐藤義）、高橋慶1号2ラン（4回・宮本）、衣笠1号ソロ（7回・谷村）
6. 審判
［球審］岡田功
［塁審］五十嵐（一）、井上（二）、前川（三）
［外審］福井（左）、大野（右）
7. 試合時間：3時間17分

先発は阪急が佐藤義則、広島が川口和久。
広島が2回表、山本浩の1号本塁打で先制。3回表に長嶋がシリーズ史上4本目の満塁本塁打となる2号を打ち一挙に5-1と点差を広げた。阪急はその裏、一死から福原が四球、佐藤が二塁打で一死二、三塁とし福本、弓岡の連続適時打で2点を返す。だが続く簑田の三塁線へのライナーを衣笠に好捕され、ブーマーも遊ゴロに倒れた。広島は4回表に高橋1号2ランで7-3とし再び点差を広げた。阪急は6回、ブーマーの今シリーズ初打点となる適時打で1点を返すが、広島が7回表に衣笠が1号本塁打を打ち、再度リードを広げた。
得点を本塁打で挙げた先制、中押し、駄目押しと効果的に加点した広島が8-3で勝利。先発の川口は古葉監督の「小細工するな。直球で押せ」との指示通りの投球を見せ、8三振を奪い166球で完投勝ち。
公式記録関係（日本野球機構ページ）

### 第4戦
10月18日：阪急西宮球場（入場者：22162人）
|      | 1 | 2 | 3 | 4 | 5 | 6 | 7 | 8 | 9 | R | H  | E |
| ---- | - | - | - | - | - | - | - | - | - | - | -- | - |
| 広島 | 1 | 0 | 0 | 0 | 0 | 1 | 0 | 0 | 1 | 3 | 12 | 0 |
| 阪急 | 0 | 0 | 0 | 0 | 0 | 0 | 2 | 0 | 0 | 2 | 8  | 0 |

1. 広：山根（7回）、小林（0回1/3）、大野（1回2/3）
2. 急：山田（9回）
3. 勝利：大野（1勝）
4. 敗戦：山田（2敗）
5. 本塁打
広：衣笠2号ソロ（6回・山田）
急：松永1号2ラン（7回・山根）
6. 審判
［球審］大野
［塁審］福井（一）、五十嵐（二）、井上（三）
［外審］藤本（左）、平光（右）
7. 試合時間：3時間21分

17日開催予定の第4戦は雨のため中止となり、翌18日に順延された。阪急は山田、広島は山根といずれも第1戦以来中4日で先発。
広島が1回表、先頭の高橋のテキサス安打で出塁し山崎がヒットエンドランを決めて無死一、三塁とし、衣笠の投ゴロ併殺打で先制した。阪急はその裏、先頭の福本が右前安打で出塁し弓岡への初球に盗塁するが、達川に刺され盗塁失敗に終わる。広島は6回表、衣笠の2号本塁打で2-0と点差を広げ、7回表にも阪急先発の山田を攻め無死満塁の好機を作る。しかし、ここで山田は高橋を左飛、山崎を遊飛、衣笠を三振に打ち取り、無失点で切り抜けた。すると阪急はその裏、先頭のブーマーが左前安打で出塁すると続く松永が1号2ランを打ち、2-2の同点に追いついた。
山田は8回表にも二死満塁のピンチを招くが、代打の西田真二を遊ゴロに打ち取り、またも無失点で凌いだ。8回裏、阪急は先頭の山田が右前安打で出塁し、続く福本も中前安打、弓岡の犠打で一死二、三塁の好機を作る。ここで広島ベンチは簑田を敬遠してブーマーとの勝負を選択して満塁策をとり、さらにブーマーの場面で小林誠二に代えて左腕の大野豊を救援に送った。大野は9月30日対中日戦以来17日ぶりの登板であったがブーマーをワンバウンドのフォークボールで空振り三振、松永を投ゴロに打ち取り、一死満塁のピンチを無失点で凌いだ。
そして広島は9回、先頭の高橋が中前安打で出塁し一死から衣笠の打席で二塁盗塁。衣笠は中飛に倒れ二死二塁となったが、山本浩が山田から三塁線を破る適時二塁打を放って3-2と勝ち越し。阪急は9回裏、先頭の小林晋の代打の石嶺和彦が左翼へライナーを放つも山本浩に代わって守備についた左翼手の小川達明が好捕。大野はこの回も阪急の攻撃を0点に抑え、広島が3-2で勝って日本一に王手をかけた。
敗れた阪急は中4日で先発の山田は162球を投げ完投。2度の満塁のピンチをしのぎ、8回裏には自ら安打を打ったものの無得点に終わり味方の援護に恵まれず、そして9回二死から決勝打を浴び力尽きた。試合後、山田は「自分なりの仕事は出来た。悔いはないよ」と振り返った。
公式記録関係（日本野球機構ページ）

### 第5戦
10月19日：阪急西宮球場（入場者：14442人）
|      | 1 | 2 | 3 | 4 | 5 | 6 | 7 | 8 | 9 | R | H  | E |
| ---- | - | - | - | - | - | - | - | - | - | - | -- | - |
| 広島 | 0 | 1 | 0 | 0 | 0 | 1 | 0 | 0 | 0 | 2 | 8  | 0 |
| 阪急 | 0 | 1 | 0 | 1 | 1 | 0 | 1 | 2 | X | 6 | 13 | 1 |

1. 広：北別府（5回）、山本和（0回1/3）、小林（1回0/3）、大野（1回2/3）
2. 急：今井（7回2/3）、山沖（1回1/3）
3. 勝利：今井（1勝）
4. セーブ：山沖（1勝1S）
5. 敗戦：北別府（2敗）
6. 本塁打
急：小林晋1号ソロ（4回・北別府）
7. 審判
［球審］平光
［塁審］藤本（一）、福井（二）、五十嵐（三）
［外審］岡田功（左）、前川（右）
8. 試合時間：3時間41分

阪急は今井、広島は北別府が先発。
広島が2回表一死一、三塁で木下富雄が三塁ゴロ、だが送球を受けた二塁手の福原が一塁へ悪送球し1点先制。阪急はその裏、福原の適時打で同点とし4回裏小林晋の1号本塁打で2-1と逆転した。阪急は5回先頭の福本が三塁線を破る二塁打の後、弓岡が犠打で送って一死三塁、簑田の犠飛で3-1とした。
広島は6回に山崎の適時打で2-3と1点差に迫るが、阪急は7回裏福本が二塁打、弓岡犠打で一死三塁とすると、広島は前日と同じく簑田を敬遠し次打者ブーマーの打順で大野を救援に送った。しかしブーマーは今度は犠飛を放ち今シリーズでようやく2打点目を挙げた。阪急はさらに8回、福本の適時打、簑田の犠飛で駄目押しした。阪急が6-2で勝ち、日本シリーズの舞台は再び広島市民球場へ移った。阪急先発・今井は8回途中まで投げ、日本シリーズ初勝利。
また、この試合が西宮で開催された最後の日本シリーズとなった。
公式記録関係（日本野球機構ページ）

### 第6戦
10月21日：広島市民球場（入場者：30442人）
|      | 1 | 2 | 3 | 4 | 5 | 6 | 7 | 8 | 9 | R | H  | E |
| ---- | - | - | - | - | - | - | - | - | - | - | -- | - |
| 阪急 | 0 | 0 | 7 | 0 | 0 | 1 | 0 | 0 | 0 | 8 | 10 | 0 |
| 広島 | 2 | 1 | 0 | 0 | 0 | 0 | 0 | 0 | 0 | 3 | 8  | 0 |

1. 急：佐藤義（2回）、宮本（0回1/3）、山沖（6回2/3）
2. 広：川口（2回2/3）、川端（1回1/3）、北別府（2回）、新美（2回）、山本和（2回）
3. 勝利：山沖（2勝1S）
4. 敗戦：川口（1勝1敗）
5. 本塁打
急：福原2号満塁（3回・川口）
広：達川1号ソロ（2回・佐藤義）
6. 審判
［球審］前川
［塁審］岡田功（一）、藤本（二）、福井（三）
［外審］大野（左）、井上（右）
7. 試合時間：3時間43分

先発は広島が川口、阪急が佐藤。
阪急は1回表、先頭の福本が川口から右側頭部に死球を受け退場（代走は有賀）、波乱の幕開けとなった。広島が1回裏長嶋の2点適時打で先制し、2回達川の1号本塁打で3-0とリードを広げる。
しかし阪急は3回2死無走者から弓岡左前安打、簑田四球で一、二塁とし、ブーマーの遊撃ゴロを高橋がグラブに当てながらはじいて内野安打となって1点を返し、松永、山森雅文の連続適時打で3-3の同点に追いつく。藤田が四球で歩いて満塁となり、福原が川口の初球をセンターバックスクリーンへ2号満塁本塁打を打ち、一気に7-3と逆転した。広島はその裏先頭の山崎が左前安打で出塁すると阪急は先発の佐藤から左腕の宮本へ継投。宮本は衣笠、山本浩と連続で四球を与え無死満塁のピンチを招くが長嶋を三振に打ち取る。阪急ははここで宮本から山沖へと継投し、山沖は原伸次を三振、小早川を左飛に打ち取り、この回を無失点で切り抜けた。
阪急は6回表山森の適時打でさらに1点を追加した。3回裏途中から救援した山沖は6回2/3のロングリリーフで最後まで投げ切った。阪急が8-3で勝って逆王手へ、シリーズは最終第7戦にもつれ込むことになった。
公式記録関係（日本野球機構ページ）

### 第7戦
10月22日：広島市民球場（入場者：25720人）
|      | 1 | 2 | 3 | 4 | 5 | 6 | 7 | 8 | 9 | R | H  | E |
| ---- | - | - | - | - | - | - | - | - | - | - | -- | - |
| 阪急 | 1 | 0 | 0 | 0 | 0 | 1 | 0 | 0 | 0 | 2 | 10 | 1 |
| 広島 | 0 | 0 | 1 | 0 | 0 | 1 | 3 | 2 | X | 7 | 13 | 0 |

1. 急：山田（6回0/3）、今井（1回1/3）、山沖（0回2/3）
2. 広：山根（9回）
3. 勝利：山根（1勝）
4. 敗戦：山田（3敗）
5. 本塁打
急：弓岡1号ソロ（1回・山根）
広：衣笠3号ソロ（3回・山田）、長嶋3号ソロ（6回・山田）
6. 審判
［球審］井上
［塁審］大野（一）、岡田功（二）、藤本（三）
［外審］平光（左）、五十嵐（右）
7. 試合時間：3時間10分

先発は広島が山根、阪急が山田。前日頭部に死球を受けた福本は1番中堅で先発出場。
阪急は1回表、弓岡の1号本塁打で先制。広島は3回裏衣笠の3号本塁打で1-1の同点。阪急は6回表に簑田の適時打で2-1と勝ち越す。だが続く一死二、三塁の好機にブーマーが遊撃ゴロで本塁封殺、松永四球で二死満塁の好機に小林晋の一塁へ鋭いゴロも長内孝が好捕し、この回は1点にとどまった。
そして広島はその裏、先頭の長嶋が3号本塁打を打ち2-2の同点とすると7回、先頭の山根が中前安打で出塁。阪急はここで山田をあきらめ今井へ継投。続く高橋が投手右へ犠打、これを今井が一塁へ悪送球し無死二、三塁のピンチを招く。このとき今井はダッシュして捕球し二塁へ投げればアウトのタイミングであったが二塁を見て「間に合わない」と判断、二塁手の福原も「高橋はひょっとしたら打ってくると思い、併殺も狙える位置にいた」と予想し一塁へのベースカバーが遅れ、さらに今井が無理なタイミングで一塁へ投げこれが右翼フェンスまで転がる悪投となった。広島はこの好機に山崎の2点適時左前安打で4-2と勝ち越し、さらに衣笠犠打、山本浩四球で二死満塁として長内の左前適時打で1点を追加した。広島は8回にも高橋、山崎の適時打で2点を入れ駄目押しした。
広島が7-2で勝ち1980年以来4年ぶり3度目の日本一を達成。6戦で2分4敗と一度も勝てなかった1975年の日本シリーズでの雪辱を果たした形となった。先発の山根が完投で今シリーズ初勝利を挙げ、胴上げ投手となった。
なお、広島が日本一の経験がある球団を倒しての日本一になったのはこの年が唯一である。
公式記録関係（日本野球機構ページ）

## 表彰選手
- 最高殊勲選手賞：長嶋清幸（広島） ※なお、本来MVP受賞者にはトヨタ自動車協賛の乗用車が贈呈されるが、カープの資本関係上マツダ協賛のものが贈呈された。
- 敢闘賞：山沖之彦（阪急）
- 優秀選手賞：山本浩二（広島）、高橋慶彦（広島）、福本豊（阪急）

## テレビ・ラジオ中継

### テレビ中継
- 第1戦:10月13日（土）
  - 中国放送≪JNN系列≫　実況：上野隆紘　解説：張本勲、大石清
    - ゲスト解説：田淵幸一（西武、この年をもって引退し翌年からTBSの解説者となる）
    - リポーター：川島宏治（RCC・広島サイド、共同インタビュアー）、城野昭（毎日放送（MBS）・阪急サイド）
- 第2戦:10月14日（日）
  - 広島テレビ≪NNN系列≫　実況：加藤進　解説：村山実　ゲスト解説：稲尾和久（ロッテ監督）
    - ベンチリポーター：脇田義信（HTV・広島サイド）、佐藤忠功（讀賣テレビ（YTV）・阪急サイド）
- 第3戦:10月16日（火）
  - 関西テレビ≪FNN系列≫　実況：塩田利幸　解説：土橋正幸　ゲスト解説：岡本伊三美（近鉄監督）
    - ＜副音声：マーティ・キーナートによる英語実況。当時、ビジター側の系列局・テレビ新広島（TSS）は音声多重放送未実施のため視聴不可だった＞
- 第4戦:10月18日（木）
  - 関西テレビ≪FNN系列≫　実況：塩田利幸　解説：西本幸雄　ゲスト解説：門田博光（南海）、遠藤一彦（横浜大洋）
    - ブルペンリポーター：米田哲也（阪急サイド。翌年から阪神コーチ）、大崎三男（広島サイド）　＜副音声：マーティ・キーナートによる英語実況＞　

  - NHK総合　解説：藤田元司　ゲスト解説：鈴木啓示（近鉄）　共同インタビュアー：島村俊治（NHK）
- 第5戦:10月19日（金）
  - 関西テレビ≪FNN系列≫　実況：塩田利幸　解説：吉田義男（翌年から阪神監督）　ゲスト解説：鈴木啓示、高木豊（横浜大洋） 
    - ブルペンリポーター：米田哲也（阪急サイド）、大崎三男（広島サイド）　＜副音声：マーティ・キーナートによる英語実況＞　
    - ベンチリポーター：馬場鉄志（KTV・阪急サイド）、神田康秋（テレビ新広島（TSS）・広島サイド）
- 第6戦:10月21日（日）
  - 広島ホームテレビ≪ANN系列≫
    - 実況：太田真一（テレビ朝日）　解説：野村克也　ゲスト解説：高木豊、大石大二郎（近鉄）
    - ベンチリポーター：野崎賢治（UHT・広島サイド）、黒田昭夫（朝日放送（ABC）・阪急サイド）
- 第7戦:10月22日（月）
  - 中国放送≪JNN系列≫　実況：深山計　解説：大下剛史、小林繁　ゲスト解説：田淵幸一
    - ベンチリポーター：川島宏治（RCC・広島サイド、共同インタビュアー）、城野昭（毎日放送・阪急サイド）

### ラジオ中継
- 第1戦:10月13日（土）
  - NHKラジオ第1　解説：星野仙一　ゲスト解説：梨田昌孝（近鉄）
  - TBSラジオ・中国放送（RCC）・朝日放送（ABC）（JRN・中国放送制作）
    - 実況：深山計（RCC）　解説：大下剛史、小林繁　リポーター：鈴木信宏（RCC）、和沙哲郎（ABC）

  - 文化放送　解説：別所毅彦　ゲスト解説：江夏豊（西武を退団、翌年メジャーに挑戦）
  - ニッポン放送（NRN）
    - 実況：枇杷阪明　解説：江本孟紀　ゲスト解説：山崎裕之（西武、2000本安打を達成し引退）　リポーター：胡口和雄
- 第2戦:10月14日（日）
  - NHKラジオ第1　解説：広瀬叔功　ゲスト解説：田尾安志（中日、トレードで西武へ移籍）
  - TBSラジオ・中国放送（RCC）・朝日放送（ABC）（JRN・中国放送制作）
    - 実況：鈴木信宏（RCC）　解説：長谷川良平　ゲスト解説：田淵幸一　リポーター：川島宏治（RCC）、和沙哲郎（ABC）

  - 文化放送（NRN）　解説：豊田泰光　ゲスト解説：江夏豊
  - ニッポン放送　実況：胡口和雄　解説：西本幸雄　ゲスト解説：山崎裕之 　リポーター：森中千香良
- 第3戦:10月16日（火）
  - NHKラジオ第1　解説：高田繁　ゲスト解説：鈴木啓示（近鉄）
  - TBSラジオ・毎日放送（MBS）・中国放送（RCC）（JRN・毎日放送制作）
    - 実況：城野昭（MBS）　解説：杉下茂　ゲスト解説：田淵幸一、梨田昌孝　リポーター：結城哲郎（MBS）、山本昭（RCC）

  - 朝日放送（NRN・朝日放送製作）　実況：和沙哲郎　解説：皆川睦雄
  - 文化放送・ラジオ大阪（ラジオ大阪製作）　解説：辻佳紀　ゲスト解説：江夏豊
  - ニッポン放送（独自放送）　実況：深澤弘　解説：江本孟紀　ゲスト解説：稲尾和久
  - ラジオ日本　解説：有本義明
- 第4戦:10月18日（木）
  - NHKラジオ第1　解説：川上哲治　ゲスト解説：山内孝徳（南海）
  - TBSラジオ・毎日放送（MBS）・中国放送（RCC）（JRN・毎日放送制作）
    - 実況：三宅定雄（MBS）　解説：一枝修平　ゲスト解説：田淵幸一　リポーター：結城哲郎（MBS）、山本昭（RCC）

  - 文化放送　解説：豊田泰光　ゲスト解説：山内一弘（中日監督）
  - ニッポン放送・朝日放送（ABC）（NRN・朝日放送製作）　実況：安部憲幸（ABC）　解説：小山正明　ゲスト解説：大石大二郎
  - ラジオ日本　解説：中村稔
- 第5戦:10月19日（金）
  - NHKラジオ第1　解説：鶴岡一人　ゲスト解説：大矢明彦（ヤクルト）
  - TBSラジオ・毎日放送（MBS）（JRN・毎日放送製作）
    - 実況：井上光央（MBS）　解説：長池徳士　ゲスト解説：田淵幸一、梨田昌孝

  - 文化放送　解説：別所毅彦　ゲスト解説：江夏豊
  - ニッポン放送・朝日放送（ABC）（NRN・朝日放送製作）
    - 実況：武周雄（ABC）　解説：小山正明　ゲスト解説：岡本伊三美　リポーター：和沙哲郎（ABC）、深山計（RCC）

  - ラジオ日本　解説：有本義明
- 第6戦:10月21日（日）
  - NHKラジオ第1　解説：高田繁　ゲスト解説：梨田昌孝
  - TBSラジオ・中国放送（RCC）・朝日放送（ABC）（JRN・中国放送制作）
    - 実況：上野隆紘（RCC）　解説：大石清　ゲスト解説：田淵幸一　リポーター：深山計（RCC）、因田宏紀（ABC）

  - 文化放送　解説：豊田泰光　ゲスト解説：江夏豊
  - ニッポン放送　実況：深澤弘　解説：土橋正幸　ゲスト解説：関根潤三（大洋監督を辞任）、稲尾和久 リポーター：森中千香良
- 第7戦:10月22日（月）
  - NHKラジオ第1　解説：藤田元司　ゲスト解説：山内孝徳
  - TBSラジオ・中国放送（RCC）・朝日放送（ABC）（JRN・中国放送制作）
    - 実況：山本昭（RCC）　解説：大石清、張本勲　リポーター：鈴木信宏（RCC）、因田宏紀（ABC）

  - 文化放送　解説：別所毅彦　ゲスト解説：江夏豊
  - ニッポン放送　実況：胡口和雄　解説：西本幸雄　ゲスト解説：関根潤三　リポーター：深澤弘
  - ラジオ日本　解説：中村稔